# SAMIL Trucks

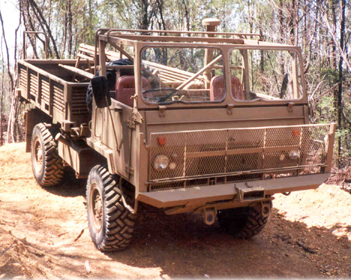
SAMIL 20

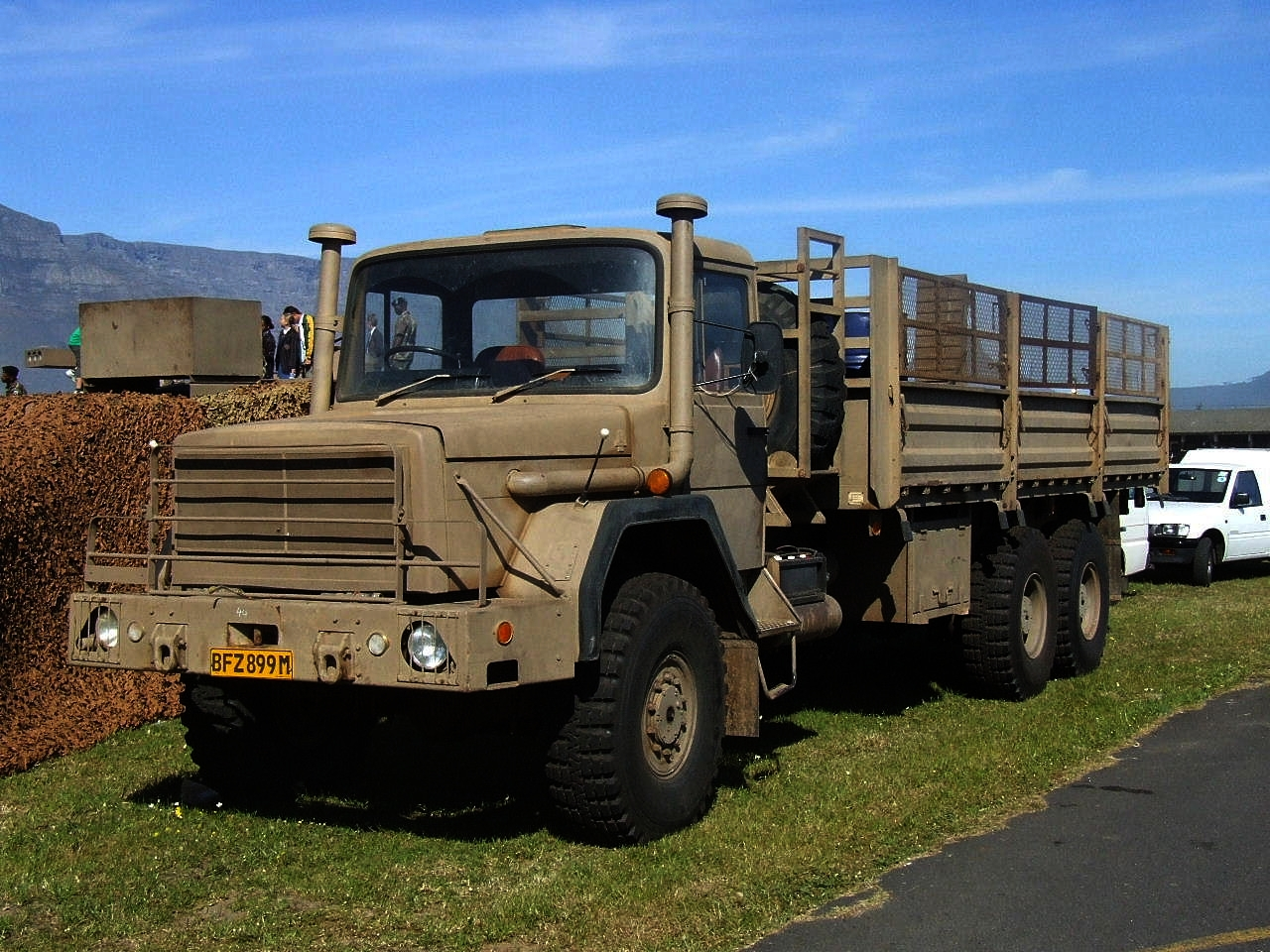
SAMIL 100

SAMIL Trucks (South African MILitary) sind die Standardlastkraftwagen der Südafrikanischen Armee. Es handelte sich um wiederaufgearbeitete Typen von Magirus-Deutz und Lizenzbauten mit diversen Komponenten aus einheimischer Produktion. Der Umbau geschah für die South African Defence Force, teilweise noch bis 1998 für die South African National Defence Force.
Die zivilen Versionen der Fahrzeuge wurden unter den Marken „SAMAG“ (South African Magirus) und „SAKOM“ verkauft.

## Typen
- SAMIL 20: modifizierter Magirus-Deutz 130M7FAL (2×2, 4-Tonner, luftgekühlter Motor, Variante Mark II mit einem wassergekühlten Motor von Atlantis Diesel Engine)
- SAMIL 50: modifizierter Magirus-Deutz 192D12AL (4×4, 5-Tonner, luftgekühlter Motor, Variante Mark II mit einem wassergekühlten Motor von Atlantis Diesel Engine)
- SAMIL 100: modifizierter Magirus-Deutz 320D22AL (6×6, 10-Tonner, luftgekühlter Motor)

Alle Lkw-Typen hatten ein hoch belastbares Allrad-Fahrgestell und eigneten sich daher gut für den Einsatz in unwegsamem Gelände. Schätzungsweise 5000 dieser Lkw sind noch in Südafrika, aber auch in Angola, der Demokratischen Republik Kongo, Botswana, Malawi, Namibia, Sambia und Tansania unterwegs. 